# 川端彩香

川端 彩香（かわばた あやか、6月28日 - ）は、北海道出身の気象予報士。血液型はA型。

## 来歴・人物
- 中央大学法学部卒。
- 趣味は散歩。
- 2009年、夫の仕事の都合で渡米した。[1]（渡米前まではウェザーマップに所属していた。）

## 過去の出演番組

### テレビ
- JNN1600 （TBSテレビ、火曜日）
- JNNイブニング （TBSテレビ、火曜日）

### ラジオ
- 大沢悠里のゆうゆうワイド （TBSラジオ、水曜日）
- ストリーム （TBSラジオ、金曜日）
- 中村尚登 ニュースプラザ （TBSラジオ、土曜日）
- 土曜ワイドラジオTOKYO 永六輔その新世界 （TBSラジオ、土曜日）
- ウィークエンドTOKYO （TBSラジオ、土曜日）
- 豊田綾乃 プレシャスサンデー（TBSラジオ、日曜日）